# Sharon Stouder
Sharon Marie Stouder, född 9 november 1948 i Altadena, död 23 juni 2013, var en amerikansk simmare.
Stouder blev olympisk guldmedaljör på 100 meter fjäril vid sommarspelen 1964 i Tokyo.